# Adiel Palma
Adiel Palma López (20 de agosto de 1970) é um jogador de beisebol cubano.

## Carreira
Adiel Palma foi campeão olímpico nas Olimpíadas de 2004. Também consquistou medalha de prata nos Jogos Olímpicos de 2008.